# Osmeterium

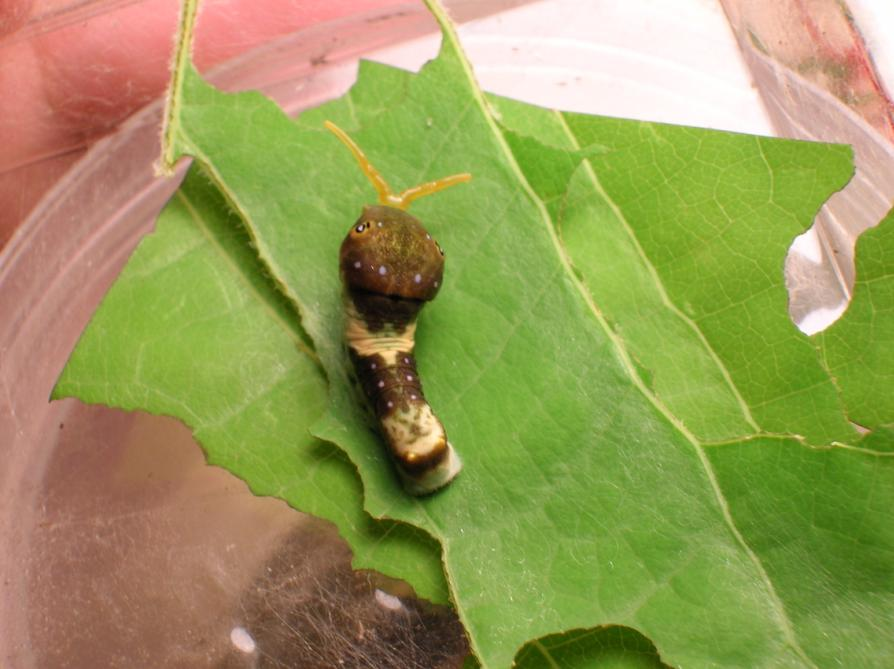
Chenille de Papilio glaucus montrant son osmeterium.

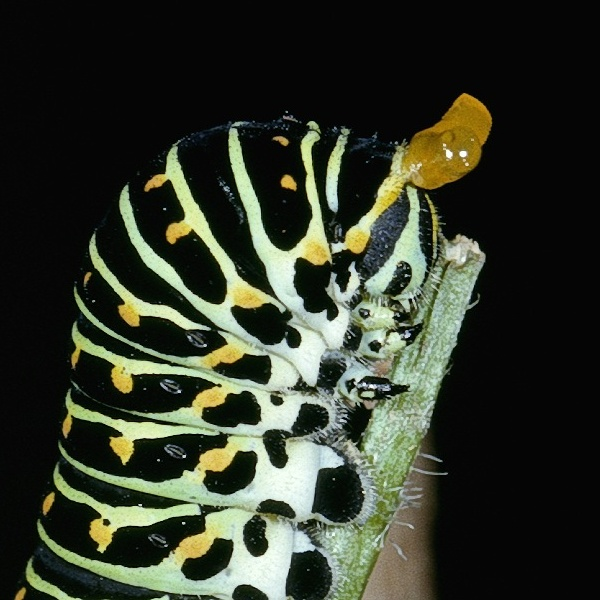
Gros plan de l'osmeterium d'une chenille de Papilio machaon.

L’osmeterium est un organe charnu trouvé sur le segment prothoracique de chenilles de papillons de la sous-famille des Papilioninae, notamment des genres Papilio, Iphiclides, Eurytides et Troides. 
Cet organe émet des composés malodorants qu'on pense être des phéromones. Normalement cachée, cette structure en forme de fourche peut être éversée lorsque la chenille se sent menacée et utilisée pour émettre une sécrétion nauséabonde contenant des terpènes. Ces produits chimiques varient selon les espèces.
La structure fine des glandes osmetériales de Papilio demoleus libanius a été étudiée et on a constaté qu'elle comportait trois types de cellules dont des cellules glandulaires ellipsoïdes.